# مقاطعة فاس المدينة
مقاطعة فاس المدينة هي جزء من التقسيم الإداري لولاية فاس، تضم هذه المقاطعة 91.473 نسمة (إحصاء سنة 2004).
- - المساحة الإجمالية : ؟؟؟؟ كلم²
  - نسبة التمدرس : الذكور %؟؟؟؟ الإناث %؟؟؟؟

## أهم الأحياء
- القرويين
- الأندلوسيين
- الطالعة الكبيرة
- الطالعة الصغيرة